# Patrick Guerette
Patrick Guerette (1918-?) est un homme d'affaires et un homme politique canadien.

## Biographie
Patrick Guerette est né le 17 mars 1918 à Saint-Quentin, au Nouveau-Brunswick. Son père est Jean Charles Guerette et sa mère est Edith Cyr. Il étudie au Couvent de Dalhousie. Il épouse Germaine Normandeau le 20 septembre 1943 et le couple a sept enfants.
Il est député de Restigouche à l'Assemblée législative du Nouveau-Brunswick de 1960 à 1967 en tant que libéral.
Il est membre de la Ligue du Sacré-Cœur et de la Chambre de commerce de Kedgwick.